# Pure (kanadische Fernsehserie)
Pure (Englisch für rein) ist eine Fernsehserie die im Jahr 2017 beim kanadischen Fernsehsender CBC Television ausgestrahlt wurde. Die Serie wurde ursprünglich vom ausstrahlenden Sender nicht für eine zweite Staffel verlängert, jedoch im Jahr 2018 durch den ebenfalls kanadischen PayTV-Sender  Super Channel gerettet, welcher die Serie zusammen mit dem US-amerikanischen Kabelsender WGN America und der Videoplattform Hulu akquirierte und für eine zweite Staffel verlängerte.
Die deutschsprachige Erstausstrahlung erfolgte beim Bezahlsender Sony AXN. Die Ausstrahlung der ersten Staffel begann am 16. Dezember 2019, die der zweiten Staffel am 3. Februar 2020.

## Inhalt
Die Serie zentriert auf Noah Funk, einen Mennoniten-Pastor, der undercover arbeitet, um den organisierten Drogenhandel in seiner Gemeinde zu beseitigen.

## Besetzung
- Ryan Robbins als Noah Funk
- Peter Outerbridge als Eli Voss
- Rosie Perez als Phoebe O’Reilly, DEA
- A. J. Buckley als Bronco Novak
- Alex Paxton-Beesley als Anna Funk

## Episodenliste

### Staffel 1
| Nr. (ges.) | Nr. (St.) | Deutscher Titel | Originaltitel | Erstveröffentlichung (CAN) | Deutschsprachige Erstveröffentlichung (DACH) | Regie       | Drehbuch    |
| ---------- | --------- | --------------- | ------------- | -------------------------- | -------------------------------------------- | ----------- | ----------- |
| 1          | 1         | Ordination      | Ordination    | 9. Jan. 2017               | 16. Dez. 2019                                | Ken Girotti | Michael Amo |
| 2          | 2         | The Singing     | The Singing   | 16. Jan. 2017              | 23. Dez. 2019                                | Ken Girotti | Michael Amo |
| 3          | 3         | As One          | As One        | 23. Jan. 2017              | 30. Dez. 2019                                | Ken Girotti | Michael Amo |
| 4          | 4         | Funeral         | Funeral       | 30. Jan. 2017              | 6. Jan. 2020                                 | Ken Girotti | Michael Amo |
| 5          | 5         | Communion       | Communion     | 6. Feb. 2017               | 13. Jan. 2020                                | Ken Girotti | Michael Amo |
| 6          | 6         | Baptism         | Baptism       | 13. Feb. 2017              | 20. Jan. 2020                                | Ken Girotti | Michael Amo |

### Staffel 2
| Nr. (ges.) | Nr. (St.) | Deutscher Titel    | Originaltitel      | Erstveröffentlichung (USA) | Deutschsprachige Erstveröffentlichung (DACH) | Regie         | Drehbuch        |
| ---------- | --------- | ------------------ | ------------------ | -------------------------- | -------------------------------------------- | ------------- | --------------- |
| 7          | 1         | Excommunication    | Excommunication    | 28. Mai 2019               | 3. Feb. 2020                                 | Ken Girotti   | Michael Amo     |
| 8          | 2         | Faspa              | Faspa              | 4. Juni 2019               | 10. Feb. 2020                                | Ken Girotti   | Andrew Wreggitt |
| 9          | 3         | Return of the Lamb | Return of the Lamb | 11. Juni 2019              | 17. Feb. 2020                                | T.W. Peacocke | Waneta Storms   |
| 10         | 4         | The Proposal       | The Proposal       | 18. Juni 2019              | 24. Feb. 2020                                | T.W. Peacocke | Michael Amo     |
| 11         | 5         | Penance            | Penance            | 25. Juni 2019              | 2. März 2020                                 | Ken Girotti   | Andrew Wreggitt |
| 12         | 6         | Wedding            | Wedding            | 2. Juli 2019               | 9. März 2020                                 | Ken Girotti   | Michael Amo     |